# Yuji Oe
Yuji Oe (大江 勇詞 Oe Yuji?), född 20 april 1986 i Kyoto prefektur, är en japansk före detta fotbollsspelare.
Oe började sin karriär 2005 i Vissel Kobe. Efter Vissel Kobe spelade han för MIO Biwako Shiga (MIO Biwako Kusatsu) och FC Machida Zelvia. Han avslutade karriären 2012.